# Липова (Нове Замки)
Липова (слч. Lipová, мађ. Nyitramalomszeg) насељено је мјесто са административним статусом сеоске општине (слч. obec) у округу Нове Замки, у Њитранском крају, Словачка Република.

## Становништво
| Година:    | 1994. | 2004.   | 2014.   | 2024.   |
| ---------- | ----- | ------- | ------- | ------- |
| Број људи: | 1608  | 1599    | 1546    | 1519    |
| Разлика:   |       | -0,55 % | -3,31 % | -1,74 % |

| Година:    | 2023. | 2024.   |
| ---------- | ----- | ------- |
| Број људи: | 1527  | 1519    |
| Разлика:   |       | -0,52 % |

Према подацима о броју становника из 2011. године насеље је имало 1.565 становника.